# 318년

## 연호
- 동진(東晉) 건무(建武) 2년 / 대흥(大興) 원년
- 성한(成漢) 옥형(玉衡) 8년
- 전조(前趙) 인가(麟嘉) 3년 / 한창(漢昌) 원년 / 광초(光初) 원년
- 전량(前凉) 건흥(建興) 6년

## 기년
- 동진(東晉) 원제(元帝) 2년
- 신라(新羅) 흘해 이사금(訖解泥師今) 9년
- 고구려(高句麗) 미천왕(美川王) 19년
- 백제(百濟) 비류왕(比流王) 15년